# 三沢為虎
。
慶長5年（1600年）の関ヶ原の戦いでは、安濃津城の戦いや大津城の戦い、関ヶ原本戦にも出陣せず、長門国の要衝であった赤間関の守備についた。結局、毛利氏は戦いに敗れ、中国地方120万石の大大名から防長2ヶ国36万石に減封された。三沢為虎は、新たに立藩した長府藩藩主・毛利秀元の家老となり2,700石の所領を知行された。
没年不詳。墓所は山口県山陽小野田市大字有帆1867の覚天寺。戒名は覚天寺殿雲叟覚天大居士。

## 子孫
為虎の子為基は後に毛利家を出奔。為基の孫宗直は陸奥仙台藩主伊達氏に仕え、その妹初子は仙台藩主伊達綱宗の妻となって伊達綱村と宇和島藩主となる伊達宗贇を生む。三沢氏は後に前沢三沢家となり、一門として遇された。岩谷堂伊達家に養子入りした伊達村望は為虎の玄孫にあたる。また、出羽亀田藩主岩城氏に養子に入った岩城隆恭も伊達村望の子である。その直系子孫には近江宮川藩主から逓信大臣となった堀田正養がいる。
長府藩士三沢家はその後も長府藩の家老職を歴任し、藩主を補佐した。幕末に三沢東市之助が出て、福原和勝らと長府藩報国隊を率いて北越戦争に従軍、越後長岡藩の河井継之助とも戦い、陸奥会津藩本拠の若松城の攻略にも戦功を挙げた。